# 水谷麻鈴
水谷 麻鈴（みずたに まりん、7月1日 – ）は、日本の女性声優。京都府出身。

## 人物
2015年にビジュアルアーツ専門学校声優学科を卒業。2016年10月から放送していたTVアニメ『ブレイブウィッチーズ』の下原定子役で、初のメインキャラクターを務める。
好きなアーティストのラジオ内で『新世紀エヴァンゲリオン』の話がよく出ていたため、興味が沸いて視聴した結果自らもハマり、声優という仕事を意識し始めた。
趣味・特技はフルート演奏と散歩。妹がいる。

## 出演

### テレビアニメ
2015年
- 空戦魔導士候補生の教官（女子生徒）

2016年
- ブレイブウィッチーズ（下原定子）
- 私がモテてどうすんだ（女の子〈9話〉）

2017年
- アクションヒロイン チアフルーツ（黄瀬柚香）
- 僕の彼女がマジメ過ぎるしょびっちな件（愛川美咲）

2018年
- 刀使ノ巫女（晶）
- ちおちゃんの通学路（モブ〈女〉、女子、女生徒）
- 俺が好きなのは妹だけど妹じゃない（アナウンス）

2019年
- 真夜中のオカルト公務員（天使）
- 賢者の孫（受付、女子）

2020年
- ネコぱら（ココナツ）

2021年
- ワールドウィッチーズ発進しますっ!（下原定子）
- 黒ギャルになったから親友としてみた。（女の子、宇栄原真由）

2023年
- 神達に拾われた男2（お客）

2025年
- 履いてください、鷹峰さん（女子生徒）
- 盾の勇者の成り上がり Season 4（女性）

### OVA
- ブレイブウィッチーズ ペテルブルグ大戦略（2017年、下原定子[21][22]）

### Webアニメ
- Levius -レビウス-（2019年、マルコムの娘[23]）
- 終末のワルキューレ（2021年）

### ゲーム
2015年
- 神話創世RPG アマデウス（アルテミス、ウケモチ、シュブ＝ニグラス、サラスヴァティ、マヤウェル、ペルセポネ、モリガン）

2016年
- 陰陽おとぎソール（夜明珠、ドム・ペドロアクアマリン、おやゆび姫、櫛名田姫）

2017年
- ブレイブウィッチーズVR-Operation Baba_yaga-雪中迎撃戦（下原定子）

2018年
- ゴシックは魔法乙女～さっさと契約しなさい！～（シンデレラ）
- WAR OF BRAINS（次元の番人 カシュウ、天空聖王 フェニックス、希望の義心 マーニー）
- ファイトリーグ（弦奏のディーヴァ）

2019年
- 逆転オセロニア（白雪）

2020年
- ステリアデイズ・ウィキッド（藤音さくら）
- ワールドウィッチーズ UNITED FRONT（下原定子）

2022年
- 燐光のレムリア 星空の絆（ファム）

### 吹き替え
- Reboot　ガーディアン・コード

### テレビ番組
※はインターネット配信。
- ウチの夏フェス2015！（2015年、AT‐X）[35]
- ウチの夏フェス2016！（2016年、AT‐X）[36][37]
- みずたにまりんの みなさんといっしょ！！（2017年 - 2018年、生テレ※）[38]
- ウチの夏フェス2017！ (2017年、AT‐X)[39]

### ドラマCD
- ブレイブウィッチーズ  ウィッチーズ・ボイスレポートCD（2017年、下原定子[40]）※BD&DVD第3巻特典
- ブレイブウィッチーズ 秘め歌コレクション 録り下ろしドラマCD（2017年、下原定子[41]）※Vol.3&Vol.4 Amazon同時購入特典

### その他コンテンツ
- 講談社ラノベ文庫 『パラミリタリ･カンパニー 萌える侵略者』WEBドラマ（2017年、天王寺美緒[42]）
- 娘TYPE内コラム 『まりんの約束』（2017年）[43]
- MF文庫J『宮本サクラが可愛いだけの小説。』紹介PV（2019年、ナレーション）[44]
- コトブキヤ コトコレちゃん（2021年）[45]
- 『四つ子ぐらし』ボイスドラマ（2021年、宮美四月）

## ディスコグラフィ

### 歌手参加楽曲
| 発売日        | 商品名     | 歌     | 楽曲                          | 備考                                                     |
| ------------- | ---------- | ------ | ----------------------------- | -------------------------------------------------------- |
| 2017年11月8日 | 恋のヒミツ | pua:re | 「恋のヒミツ」 「あいことば」 | TVアニメ『僕の彼女がマジメ過ぎるしょびっちな件』EDテーマ |

### キャラクターソング
| 発売日         | 商品名                                                                               | 歌 | 楽曲                                                           | 備考                                                                 |
| -------------- | ------------------------------------------------------------------------------------ | --- | -------------------------------------------------------------- | -------------------------------------------------------------------- |
| 2016年12月21日 | TVアニメ「ブレイブウィッチーズ」エンディング・テーマ コンプリート・コレクション      | 下原定子（水谷麻鈴）、ジョーゼット・ルマール（照井春佳） | 「LITTLE WING〜Spirit of LINDBERG〜 Vol.5」                    | テレビアニメ『ブレイブウィッチーズ』エンディングテーマ               |
| 2016年12月21日 | TVアニメ「ブレイブウィッチーズ」エンディング・テーマ コンプリート・コレクション      | 雁淵孝美（末柄里恵）、管野直枝（村川梨衣）、ニッカ・エドワーディン・カタヤイネン（高森奈津美）、ヴァルトルート・クルピンスキー（石田嘉代）、アレクサンドラ・イワーノヴナ・ポクルイーシキン（原由実）、ジョーゼット・ルマール（照井春佳）、下原定子（水谷麻鈴）、エディータ・ロスマン（五十嵐裕美）、グンドュラ・ラル（佐藤利奈）                         | 「LITTLE WING～Spirit of LINDBERG～ Vol.11」                   | テレビアニメ『ブレイブウィッチーズ』エンディングテーマ               |
| 2016年12月21日 | TVアニメ「ブレイブウィッチーズ」エンディング・テーマ コンプリート・コレクション      | 雁淵ひかり（加隈亜衣）、雁淵孝美（末柄里恵）、管野直枝（村川梨衣）、ニッカ・エドワーディン・カタヤイネン（高森奈津美）、ヴァルトルート・クルピンスキー（石田嘉代）、アレクサンドラ・イワーノヴナ・ポクルイーシキン（原由実）、ジョーゼット・ルマール（照井春佳）、下原定子（水谷麻鈴）、エディータ・ロスマン（五十嵐裕美）、グンドュラ・ラル（佐藤利奈） | 「LITTLE WING〜Spirit of LINDBERG〜 Vol.12」                   | テレビアニメ『ブレイブウィッチーズ』エンディングテーマ               |
| 2017年3月29日  | ブレイブウィッチーズ秘め歌コレクションVol.3                                          | 下原定子（水谷麻鈴） | 「LITTLE WING〜Spirit of LINDBERG〜」 「スウィーティータイム」 | テレビアニメ『ブレイブウィッチーズ』関連曲                           |
| 2017年3月29日  | ブレイブウィッチーズ秘め歌コレクションVol.3                                          | ジョーゼット・ルマール（照井春佳）、下原定子（水谷麻鈴） | 「やさしい時間」 「Wish Crystal」                              | テレビアニメ『ブレイブウィッチーズ』関連曲                           |
| 2019年1月9日   | ワールドウィッチーズシリーズ10周年記念 秘め歌コレクション特別盤 Vol.4 扶桑皇国海軍篇 | 下原定子（水谷麻鈴） | 「ミルク」                                                     | テレビアニメ『ブレイブウィッチーズ』関連曲                           |
| 2020年2月19日  | Shiny Happy Days                                                                     | ショコラ（八木侑紀）、バニラ（佐伯伊織）、アズキ（井澤詩織）、メイプル（伊藤美来）、シナモン（のぐちゆり）、ココナツ（水谷麻鈴） | 「Shiny Happy Days」                                           | テレビアニメ『ネコぱら』オープニングテーマ                           |
| 2021年4月7日   | ワールドウィッチーズ発進しますっ！ 第502統合戦闘航空団発進しますっ！                 | 下原定子（水谷麻鈴）、ジョーゼット・ルマール（照井春佳） | 「Awesome days!」                                              | テレビアニメ『ワールドウィッチーズ発進しますっ！』エンディングテーマ |
| 2021年4月7日   | ワールドウィッチーズ発進しますっ！ 第502統合戦闘航空団発進しますっ！                 | 第502統合戦闘航空団 | 「Awesome days!」                                              | テレビアニメ『ワールドウィッチーズ発進しますっ！』エンディングテーマ |
| 2022年7月20日  | ストライクウィッチーズ キャラクターソング・コレクション ~Sweet Duet~                 | 下原定子（水谷麻鈴）、ジョーゼット・ルマール（照井春佳） | 「やさしい時間」                                               | テレビアニメ『ブレイブウィッチーズ』関連曲                           |

### ユニットメンバー
1. ↑  八木侑紀、山田奈都美、水谷麻鈴、小倉弥優
2. ↑  雁淵ひかり（加隈亜衣）、雁淵孝美（末柄里恵）、管野直枝（村川梨衣）、ニッカ･エドワーディン･カタヤイネン（高森奈津美）、ヴァルトルート･クルピンスキー（石田嘉代）、アレクサンドラ･Ｉ･ポクルイーシキン（原由実）、ジョーゼット･ルマール（照井春佳）、下原定子（水谷麻鈴）、エディータ･ロスマン（五十嵐裕美）、グンドュラ･ラル（佐藤利奈）